# Zemský okres Landshut
Zemský okres Landshut (německy Landkreis Landshut) je okres v německé spolkové zemi Bavorsko, ve vládním obvodě Dolní Bavorsko. Sídlem okresu je město Landshut, které však není jeho součástí, a tvoří samostatný městský okres.

## Města a obce
| Města | Obce |
| --- | --- |
| 1. Rottenburg an der Laaber 2. Vilsbiburg Obce s tržním právem ( Markt ) 1. Altdorf 2. Ergolding 3. Ergoldsbach 4. Essenbach 5. Geisenhausen 6. Pfeffenhausen 7. Velden | 1. Adlkofen 2. Aham 3. Altfraunhofen 4. Baierbach 5. Bayerbach bei Ergoldsbachh 6. Bodenkirchen 7. Bruckberg 8. Buch am Erlbach 9. Eching 10. Furth 11. Gerzen 12. Hohenthann 13. Kröning 14. Kumhausen 15. Neufahrn in Niederbayern 16. Neufraunhofen 17. Niederaichbach 18. Obersüßbach 19. Postau 20. Schalkham 21. Tiefenbach 22. Vilsheim 23. Weihmichl 24. Weng 25. Wörth an der Isar 26. Wurmsham |

## Sousední okresy
| Růžice kompasu | Kelheim  | Řezno                 | Straubing-Bogen   | Růžice kompasu |
| Růžice kompasu | Freising | Sever                 | Dingolfing-Landau | Růžice kompasu |
| Růžice kompasu | Freising | Zemský okres Landshut | Dingolfing-Landau | Růžice kompasu |
| Růžice kompasu | Freising | Jih                   | Dingolfing-Landau | Růžice kompasu |
| Růžice kompasu | Erding   | Mühldorf am Inn       | Rottal-Inn        | Růžice kompasu |